# Šepseskaf
Šepseskaf byl egyptský faraon. Vládl v letech 2441–2436 př. n. l. Byl posledním panovníkem 4. dynastie. Manehto však o něm nemá ani zmínku a jeho jméno je z královských seznamů jen na Ebozevské desce, seznamu z období kolem roku 1300 př. n. l. Jeho Horovo jméno znělo Šepses-chet, Manehto jej nazývá Sebercheres. Šepseskafovým otcem byl faraon Menkaure (Mykerinos), stavebník nejmenší pyramidy v Gíze.

## Vláda
Období relativně krátké pětileté Šepseskafovy vlády bylo poznamenáno řadou rozbrojů mezi několika náboženskými skupinami kněží a také vládci nomů usilujících o autonomii. Příčinou zřejmě bylo vyčerpání země předchozí výstavbou monstrózních pyramid. S manželkou Chentakus I. měl syna Veserkafa, pozdějšího faraona a zakladatele 5. dynastie.

## Hrobka

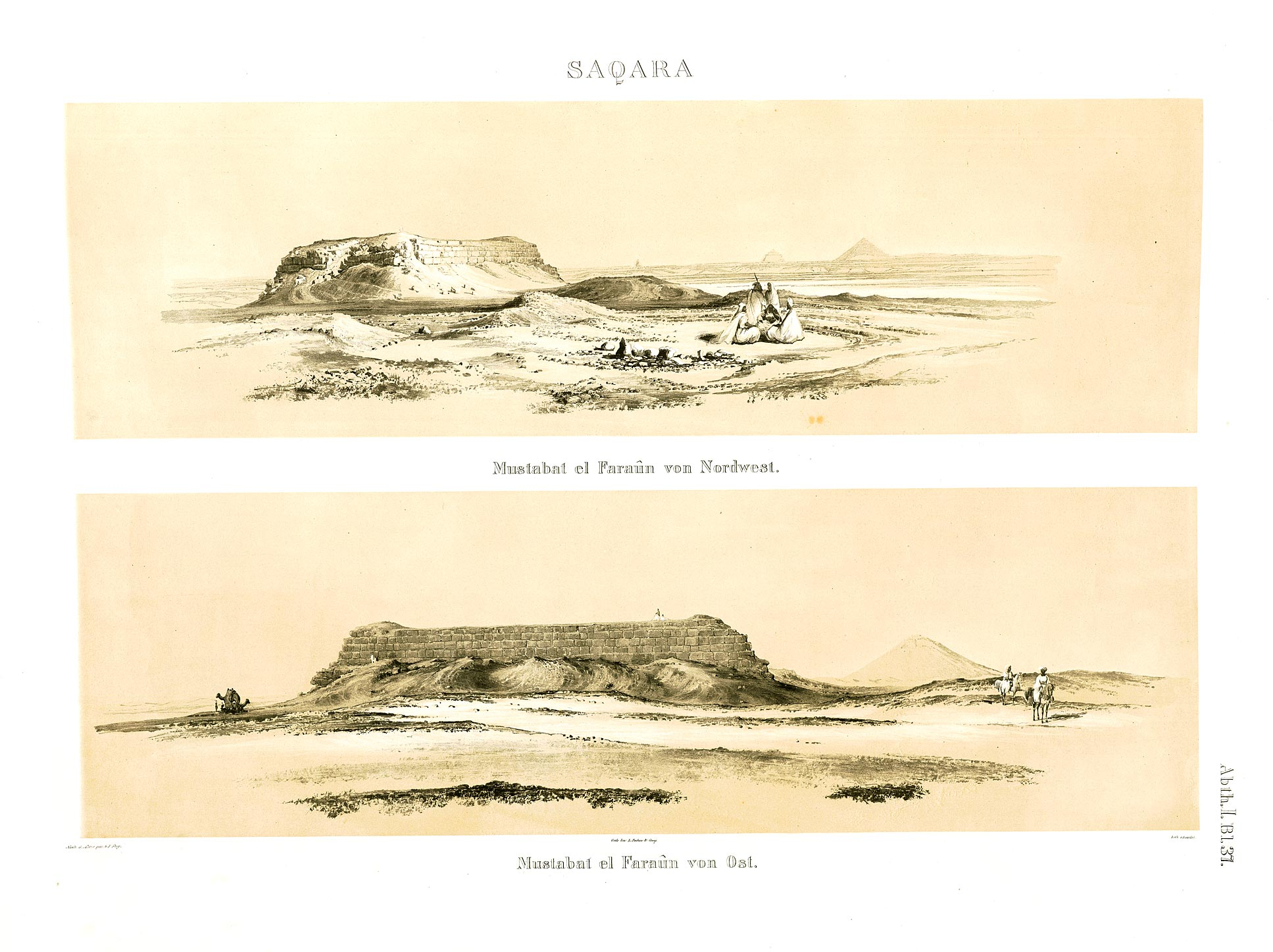
Mastaba Šepseskafa podle Lepsiuse z roku 1842–1845.

Na rozdíl od svých předchůdců Šepseskaf zřídil svou hrobku pouze ve velké mastabě na odlehlém místě v jižní Sakkáře. Její hieroglyfický zápis 𓀼𓋴𓋴𓂓𓆑𓏁𓉴 (Qbḥ Špss k3=f) se dá přeložit jako „vyčištěná pyramida“. Šepseskaf tím přerušil linii stavitelů velkých pyramid. Arabové pojmenovali jeho hrobku vzhledem k její podobě Mastabat faraún (Faraonova lavice). Skromnější rozměr Šepseskafovy hrobky ukazuje na pokles hospodářských možností panovníka při stavbě svého místa posledního odpočinku ke konci 4. dynastie. Odklon od předtím běžné hrobky typu pyramidy je někdy vykládán jako odpor vůči nárůstu moci kněží slunečního kultu. Pyramida byla totiž s uctíváním boha/bohů slunce velmi úzce spjata. Vnější vzhled mastaby naznačuje tvar sarkofágu se zaobleným zastřešením. Volba takové konstrukce byla vlastně zlomem oproti minulému budování monstrózních pyramid a předchozích skromněji pojatých hrobek. Podobně byla zvolena poloha pohřební komory v asymetrii vůči nadzemní zástavbě. Obdélníková mastaba s rozměry 99 m délky a 74 m šířky je orientována do severojižního směru.
První podrobnější prospekci mastaby z roku 1858 popsal Auguste Mariette, později také švýcarský archeolog Gustave Jéquier v letech 1924–1925. Okolí bylo obestavěno dvěma pravoúhlými kamennými stěnami z poměrně velkých bloků z bílého turského vápence uložených na podkladu z růžové žuly.